# Vertexoperatoralgebra

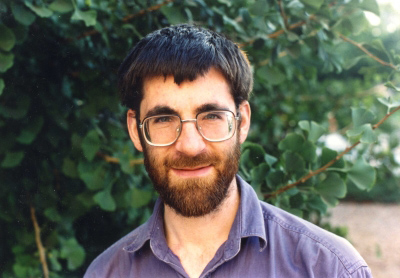
Richard Borcherds, grondlegger van de theorie

In de wiskunde is een vertexoperatoralgebra (VOA) een algebraïsche structuur, die een belangrijke rol speelt in de hoekgetrouwe veldentheorie en aanverwante gebieden van de theoretische natuurkunde. Vertexoperatoralgebra's zijn in zuivere wiskundige contexten, zoals de monsterlijke maneschijn en het meetkundige Langlands-programma nuttig gebleken.
Vertexoperatoralgebra's werden, gemotiveerd door vertexoperatoren, die voortkomen uit veldinserties in tweedimensionale hoekgetrouwe veldentheorie, in 1986 voor het eerst geïntroduceerd door Richard Borcherds. De axioma's van een vertexoperatoralgebra zijn een formele algebraïsche interpretatie van wat natuurkundigen een chirale algebra noemen. De definitie van een vertexoperatoralgebra is strikt wiskundig geformuleerd door Alexander Beilinson en Vladimir Drinfel'd.
Belangrijke voorbeelden van vertexoperatoralgebra's zijn rooster VOA's (die rooster hoekgetrouwe veldtheorieën modelleren), VOA's gegeven door weergaven van affiene Kac-Moody-algebra's (van het WZW-model), de Virasoro-VOA's (dat wil zeggen, VOA's die corresponderen met weergaven van de Virasoro-algebra) en de maneschijnmodule V♮, geconstrueerd door Igor Frenkel, James Lepowsky en Arne Meurman in 1988.